# Liste der Kulturdenkmale in Motterwitz
In der Liste der Kulturdenkmale in Motterwitz sind die Kulturdenkmale des Grimmaer Ortsteils Motterwitz verzeichnet, die bis Juli 2024 vom Landesamt für Denkmalpflege Sachsen erfasst wurden (ohne archäologische Kulturdenkmale). Die Anmerkungen sind zu beachten.
Diese Aufzählung ist eine Teilmenge der Liste der Kulturdenkmale in Grimma.

## Motterwitz
| Bild                                    | Bezeichnung | Lage                  | Datierung                                                          | Beschreibung | ID       |
| --------------------------------------- | --- | --------------------- | ------------------------------------------------------------------ | --- | -------- |
| Weitere Bilder                          | Rittergut Motterwitz (Sachgesamtheit) | Motterwitz 1 (Karte)  | Im Kern 17. Jahrhundert (Herrenhaus); um 1800 (Wirtschaftsgebäude) | Sachgesamtheit Rittergut Motterwitz, mit den Einzeldenkmalen: Herrenhaus, zwei Wirtschaftsgebäude, Toranlage und Einfriedungsmauer eines ehemaligen Rittergutes (08974813), weiterhin zwei Winter-Linden (Gartendenkmal) auf dem Hof und mit den Sachgesamtheitsteilen: Hofpflaster, Gutsscheune und weitere Nebengebäude sowie kleiner Obstgarten und Teich; Herrenhaus im Kern ein schlichter Barockbau mit Sitznischenportal, von baugeschichtlicher, kunsthistorischer und ortshistorischer Bedeutung. - Obstgarten: südlich des Herrenhauses - Einfriedungmauer aus Bruchstein an der Süd- und Westseite, niedrige Stützmauer im Osten zum Teich hin | 09303755 |
| Weitere Bilder                          | Herrenhaus, zwei Wirtschaftsgebäude, Toranlage und Einfriedungsmauer eines ehemaligen Rittergutes (Einzeldenkmale der Sachgesamtheit 09303755) | Motterwitz 1 (Karte)  | Im Kern 17. Jahrhundert (Herrenhaus); um 1800 (Wirtschaftsgebäude) | Einzeldenkmale der Sachgesamtheit Rittergut Motterwitz; Herrenhaus im Kern ein schlichter Barockbau mit Sitznischenportal, von baugeschichtlicher, kunsthistorischer und ortshistorischer Bedeutung. - Herrenhaus auf winkelförmigem Grundriss: zweigeschossig, massiv Bruchstein, nach hinten Dreiecksgauben und Satteldachgauben, verputzt, Sandstein- und Porphyrtuffgewände, steiles Satteldach, Biberschwanzdeckung, Sitznischenportal aus Porphyrtuff mit Muschelmotiv in Nische, Segmentbogentür mit Oberlicht (klassizistisch mit originalem Türgitter), profilierte Traufe, weitere Eingangstür mit Porphyrtuffgewände und alter Tür, Satteldachgauben - Wirtschaftsgebäude (Kuhstall und Speicher): zweigeschossig, massiv, Bruchstein, Krüppelwalmdach, Biberschwanzdeckung, zweigeschossiges verbrettertes Zwerchhaus als Ladeluke, Segmentbogenportal in Porphyrtuff, Porphyrtufffenstergewände, alte Fenster, langer Dachhecht, Fledermausgauben - Stall: eingeschossig, massiv, Bruchstein, Krüppelwalmdach, im Obergeschoss Sandsteinfenstergewände, Sandsteintürgewände, zwei Ladeluken mit Satteldach, Giebel verbrettert, zum Teil originale Putzgliederung (aufgeputzte Eckquaderung) - Einfriedung: zwei quadratische Torpfeiler, massiv (Ziegelstein und Porphyrtuff), verputzt, Porphyrtuffplattenabdeckung und Kugelaufsatz, auf dem Hof zwei Linden vor dem Herrenhaus | 08974813 |
| Direkt Bild zu diesem Denkmal hochladen | Wohnhaus eines Mühlenanwesens | Motterwitz 11 (Karte) | Anfang 19. Jahrhundert                                             | Zum Teil in Fachwerkbauweise, als ehemaliges Mühlgut von ortshistorischer Bedeutung. Eingeschossiges Wohnhaus, Traufseite Fachwerk mit Lehmstrohausfachung, ein Giebel massiv, ein Giebel verbrettert, im Obergeschoss Fachwerk mit Ladeluke, Satteldach, Biberschwanzdeckung (Kronendeckung), Holztraufe, Segmentbogenportal (Porphyrtuff) mit Schlussstein, profilierte Gewände, Wassermühle, wahrscheinlich zum Gut gehörend. | 08974811 |
| Direkt Bild zu diesem Denkmal hochladen | Ehemaliges Wohnhaus (auf hakenförmigem Grundriss) und Hofpflaster einer Schmiede                                                               | Motterwitz 16 (Karte) | Um 1830, spätere Veränderungen                                     | Obergeschoss Fachwerk, Zeugnis bäuerlicher Bau- und Wirtschaftsweise im 19. Jahrhundert, bau- und ortsgeschichtlich von Bedeutung. Zweigeschossig, Erdgeschoss massiv, Obergeschoss Fachwerk, Erdgeschoss bezeichnet mit „F.W. G.W“, Eingangstür mit Dreiecksüberdachung, Giebel verschiefert (zum Teil Eternitplatten), Krüppelwalmdach, Biberschwanzdeckung (Kronendeckung), zum Teil Sandsteingewände, zum Teil Porphyrtufffenstergewände, im Winkel Segmentbogenportal aus Porphyrtuff mit Schlussstein, zum Teil originale Putzgliederung um 1900. | 08974812 |
| Direkt Bild zu diesem Denkmal hochladen | Häuslerhaus | Motterwitz 26 (Karte) | Mitte 19. Jahrhundert                                              | Straßenbildprägender Fachwerkbau von sozialhistorischer Bedeutung. Zweigeschossiges Wohnhaus, Erdgeschoss massiv, Obergeschoss Fachwerk, Giebel massiv, verbrettert, originale Eingangstür (Gründerzeit) mit gerader Überdachung, alte Fenster, im Obergeschoss originale Fenstergrößen, Satteldach (Eternitplatten). | 08974815 |

## Tabellenlegende
- Bild: Bild des Kulturdenkmals, ggf. zusätzlich mit einem Link zu weiteren Fotos des Kulturdenkmals im Medienarchiv Wikimedia Commons. Wenn man auf das Kamerasymbol klickt, können Fotos zu Kulturdenkmalen aus dieser Liste hochgeladen werden:
- Bezeichnung: Denkmalgeschützte Objekte und ggf. Bauwerksname des Kulturdenkmals
- Lage: Straßenname und Hausnummer oder Flurstücknummer des Kulturdenkmals. Die Grundsortierung der Liste erfolgt nach dieser Adresse. Der Link (Karte) führt zu verschiedenen Kartendiensten mit der Position des Kulturdenkmals. Fehlt dieser Link, wurden die Koordinaten noch nicht eingetragen. Sind diese bekannt, können sie über ein Tool mit einer Kartenansicht einfach nachgetragen werden. In dieser Kartenansicht sind Kulturdenkmale ohne Koordinaten mit einem roten bzw. orangen Marker dargestellt und können durch Verschieben auf die richtige Position in der Karte mit Koordinaten versehen werden. Kulturdenkmale ohne Bild sind an einem blauen bzw. roten Marker erkennbar.
- Datierung: Baubeginn, Fertigstellung, Datum der Erstnennung oder grobe zeitliche Einordnung entsprechend des Eintrags in der sächsischen Denkmaldatenbank
- Beschreibung: Kurzcharakteristik des Kulturdenkmals entsprechend des Eintrags in der sächsischen Denkmaldatenbank, ggf. ergänzt durch die dort nur selten veröffentlichten Erfassungstexte oder zusätzliche Informationen
- ID: Vom Landesamt für Denkmalpflege Sachsen vergebene, das Kulturdenkmal eindeutig identifizierende Objekt-Nummer. Der Link führt zum PDF-Denkmaldokument des Landesamtes für Denkmalpflege Sachsen. Bei ehemaligen Kulturdenkmalen können die Objektnummern unbekannt sein und deshalb fehlen bzw. die Links von aus der Datenbank entfernten Objektnummern ins Leere führen. Ein ggf. vorhandenes Icon  führt zu den Angaben des Kulturdenkmals bei Wikidata.